# Vellexon-Queutrey-et-Vaudey
Vellexon-Queutrey-et-Vaudey és un municipi francès situat al departament de l'Alt Saona i a la regió de Borgonya - Franc Comtat. L'any 2007 tenia 504 habitants.

## Demografia

### Població
El 2007 la població de fet de Vellexon-Queutrey-et-Vaudey era de 504 persones. Hi havia 208 famílies, de les quals 68 eren unipersonals (40 homes vivint sols i 28 dones vivint soles), 72 parelles sense fills, 60 parelles amb fills i 8 famílies monoparentals amb fills.
La població ha evolucionat segons el següent gràfic:
Habitants censats

### Habitatges
El 2007 hi havia 283 habitatges, 223 eren l'habitatge principal de la família, 25 eren segones residències i 35 estaven desocupats. 267 eren cases i 16 eren apartaments. Dels 223 habitatges principals, 189 estaven ocupats pels seus propietaris, 32 estaven llogats i ocupats pels llogaters i 2 estaven cedits a títol gratuït; 1 tenia una cambra, 4 en tenien dues, 24 en tenien tres, 64 en tenien quatre i 130 en tenien cinc o més. 154 habitatges disposaven pel capbaix d'una plaça de pàrquing. A 109 habitatges hi havia un automòbil i a 91 n'hi havia dos o més.

### Piràmide de població
La piràmide de població per edats i sexe el 2009 era:
| Homes | Edats   | Dones |
| ----- | ------- | ----- |
| 4     | 95 o +  | 0     |
| 0     | 90 a 94 | 4     |
| 4     | 85 a 89 | 4     |
| 0     | 80 a 84 | 0     |
| 24    | 75 a 79 | 20    |
| 8     | 70 a 74 | 20    |
| 12    | 65 a 69 | 24    |
| 20    | 60 a 64 | 24    |
| 16    | 55 a 59 | 12    |
| 8     | 50 a 54 | 12    |
| 12    | 45 a 49 | 12    |
| 16    | 40 a 44 | 8     |
| 20    | 35 a 39 | 12    |
| 16    | 30 a 34 | 8     |
| 36    | 25 a 29 | 20    |
| 20    | 20 a 24 | 8     |
| 12    | 15 a 19 | 8     |
| 4     | 10 a 14 | 8     |
| 12    | 5 a 9   | 8     |
| 24    | 0 a 4   | 8     |

## Economia
El 2007 la població en edat de treballar era de 283 persones, 202 eren actives i 81 eren inactives. De les 202 persones actives 191 estaven ocupades (119 homes i 72 dones) i 11 estaven aturades (3 homes i 8 dones). De les 81 persones inactives 31 estaven jubilades, 18 estaven estudiant i 32 estaven classificades com a «altres inactius».

### Ingressos
El 2009 a Vellexon-Queutrey-et-Vaudey hi havia 215 unitats fiscals que integraven 501,5 persones, la mediana anual d'ingressos fiscals per persona era de 16.082 €.

### Activitats econòmiques
Dels 15 establiments que hi havia el 2007, 1 era d'una empresa alimentària, 3 d'empreses de construcció, 2 d'empreses de comerç i reparació d'automòbils, 3 d'empreses de transport, 1 d'una empresa d'hostatgeria i restauració, 1 d'una empresa financera, 3 d'empreses immobiliàries i 1 d'una empresa de serveis.
Dels 3 establiments de servei als particulars que hi havia el 2009, 1 era un guixaire pintor, 1 lampisteria i 1 electricista.
Dels 2 establiments comercials que hi havia el 2009, 1 era una botiga de més de 120 m² i 1 una botiga de menys de 120 m².
L'any 2000 a Vellexon-Queutrey-et-Vaudey hi havia 19 explotacions agrícoles que ocupaven un total de 1.251 hectàrees.

## Equipaments sanitaris i escolars
El 2009 hi havia una escola elemental.

## Poblacions més properes
El següent diagrama mostra les poblacions més properes.